# Travel Sick
Travel Sick ist eine britische Fernsehserie, die eine Mischung aus Comedy- und Reisesendung darstellt. Sie lief von 2001 bis 2002  auf dem britischen Fernsehsender Bravo. Der Journalist und Moderator Grub Smith wurde in jeder Folge in einer anderen Region der Welt ausgesetzt. An jedem Schauplatz wurden ihm von den Produzenten der Fernsehsendung fünf Aufgaben gestellt. Wenn er diese nicht bestand, wurde ihm am Ende der Sendung abverlangt, etwas für ihn Unangenehmes zu absolvieren. Je mehr Aufgaben er nicht bestand, desto schlimmer wurde die Strafe am Ende der Sendung. Um die Fernsehserie zu bewerben, wurde 2001 ein Flash-Computerspiel produziert.
In den Vereinigten Staaten wurde die Fernsehserie auf Comedy Central und in Deutschland von 2004 bis 2005 auf VIVA gesendet.
Eine deutsche Adaption der Fernsehserie war die Fernsehserie Elton reist, die auf ProSieben ausgestrahlt wurde.

## Staffel 1 (2001)
| #  | Schauplatz       | Besondere Aufgabe                                    |
| -- | ---------------- | ---------------------------------------------------- |
| 1  | Island           | Golf auf einem Gletscher spielen                     |
| 2  | Türkei           | Einen Brief an einem Unterwasserhaus zustellen       |
| 3  | Marokko          | Sex mit einer Wassermelone haben                     |
| 4  | Südkorea         | Golf in einem Kriegsgebiet spielen                   |
| 5  | Philippinen      | Einen Zwerg unter den Tisch trinken                  |
| 6  | Kambodscha       | Miss Kambodscha bei einem Schießwettbewerb schlagen  |
| 7  | Wilder Westen    | Von Aliens untersucht werden                         |
| 8  | Neuseeland       | Einen Bullen kastrieren und seine Hoden essen        |
| 9  | Australien       | Ein Wildunfall-Sandwich in 14.000 Fuß Höhe essen     |
| 10 | Tennessee, USA   | Eine kleinwüchsige Person im Minigolf schlagen       |
| 11 | New Orleans, USA | Ein „born-again virgin“ werden                       |
| 12 | Los Angeles, USA | Mitglied einer LA-Gang werden                        |
| 13 | Jamaika          | Eine Rasta dazu bringen, einem Mittagessen zu machen |
| 14 | Spanien          | Mit einem Stierkämpfer kämpfen                       |
| 15 | Deutschland      | Ein Friedensgedicht bei einem Krawall lesen          |

## Staffel 2 (2002)
| #  | Schauplatz      | Besondere Aufgabe                                                           |
| -- | --------------- | --------------------------------------------------------------------------- |
| 1  | Thailand        | Einen Kühlschrank über den River Kwai („fridge over the River Kwai“) tragen |
| 2  | Hongkong        | Einen Kung-fu Lehrmeister in die Hoden treten                               |
| 3  | Brasilien       | Giftige Spinnen fangen                                                      |
| 4  | Südafrika       | Einen großen weißen Hai füttern                                             |
| 5  | Papua-Neuguinea | Sich Fledermäusen als Futterstelle zur Verfügung stellen                    |
| 6  | Tschechien      | Frisbee mit einem Löwen spielen                                             |
| 7  | Peru            | Ayahuasca einnehmen                                                         |
| 8  | Indien          | Den Penis eines Elefanten waschen                                           |
| 9  | Italien         | Einen Gladiatorenkampf gewinnen                                             |
| 10 | Las Vegas, USA  | Einer Braut einen Zungenkuss geben                                          |
| 11 | Niederlande     | Auf einem Windmühlenflügel sitzen, während man high von Marijuana ist       |
| 12 | Rumänien        | Blut trinken                                                                |
| 13 | Chicago, USA    | Ein Huhn bei Tic-Tac-Toe schlagen                                           |
| 14 | Mexiko          | Jemand austricksen, damit er einen falschen Chihuahua kauft                 |
| 15 | Japan           | Einen Kannibalen essen                                                      |